# Bali (peuple de la république démocratique du Congo)
Pour les articles homonymes, voir Bali (homonymie).
Ne doit pas être confondu avec Bali (peuple du Cameroun).
Les Bali sont une population bantoue d'Afrique centrale établie au nord-est de la république démocratique du Congo. Ils vivent principalement dans le territoire de Bafwasende en province de la Tshopo. Les Bali occupent 4 des 6 secteurs (subdivisions administratives inférieures) du territoire de Bafwasende.

## Ethnonymie
Selon les sources et le contexte, on rencontre plusieurs variantes de l'ethnonyme : Babali, Balis, Mabali, Mobali.